# Sprawdzian (przyrząd)

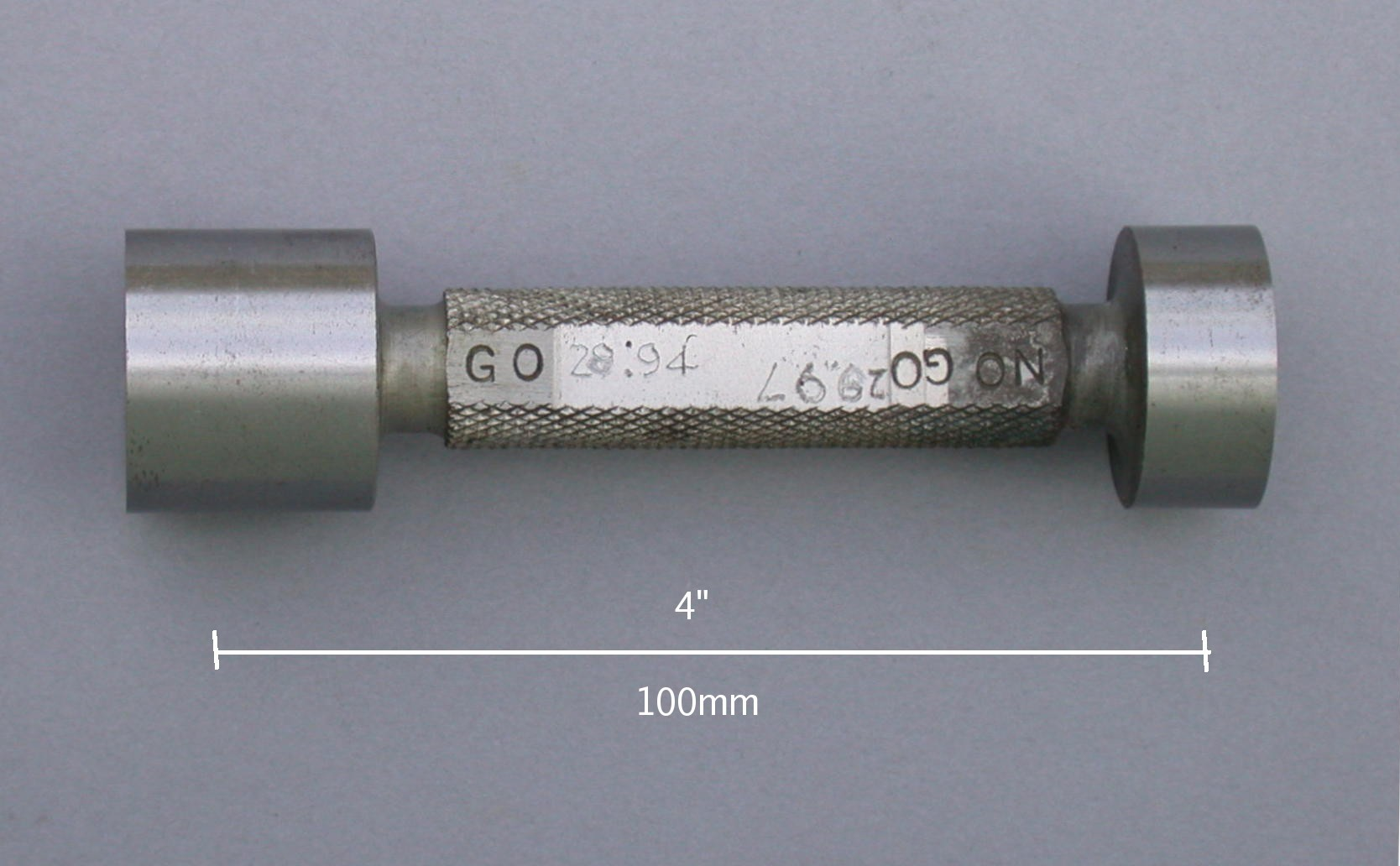
Sprawdzian do otworów

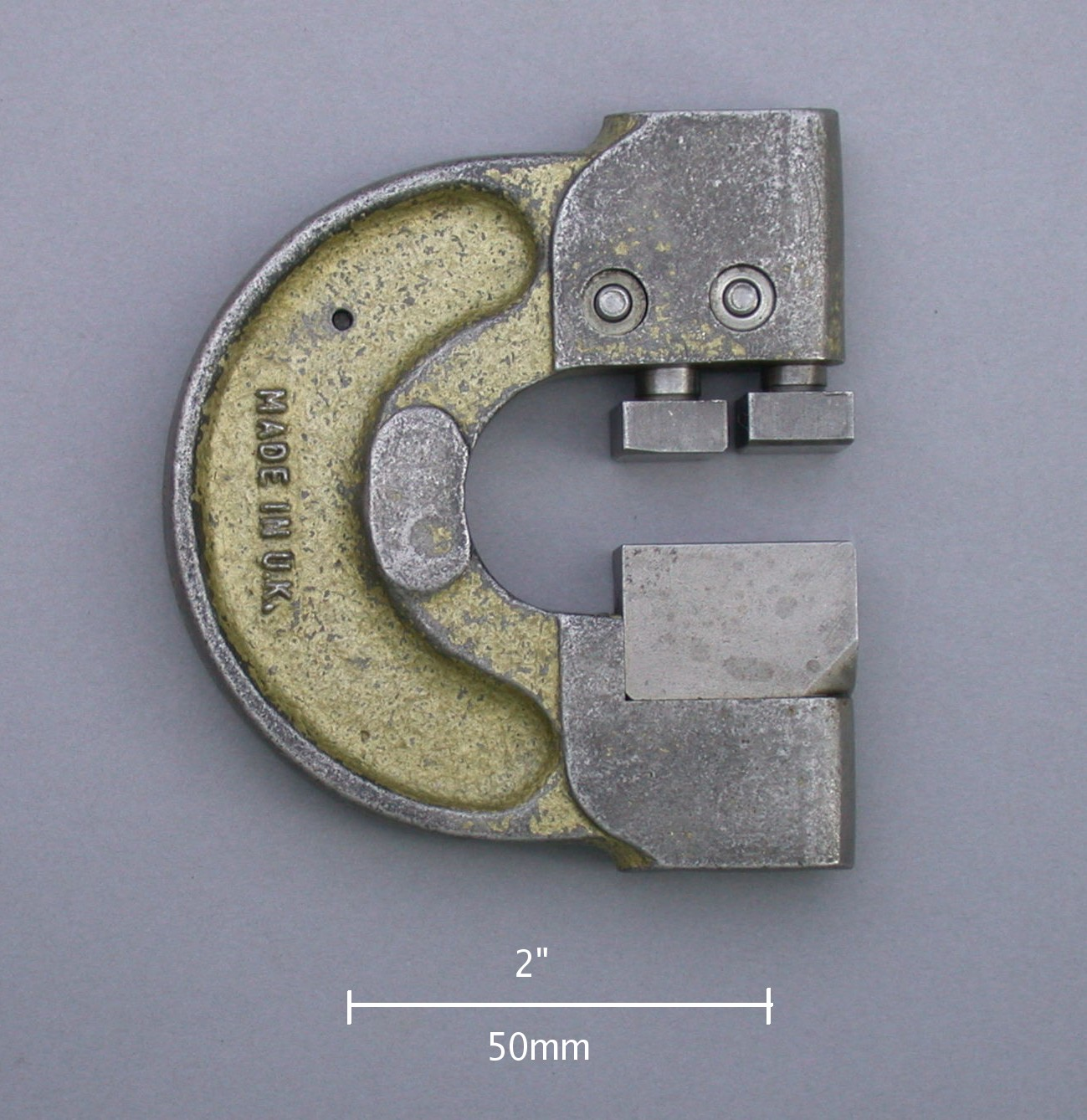
Sprawdzian do wałków

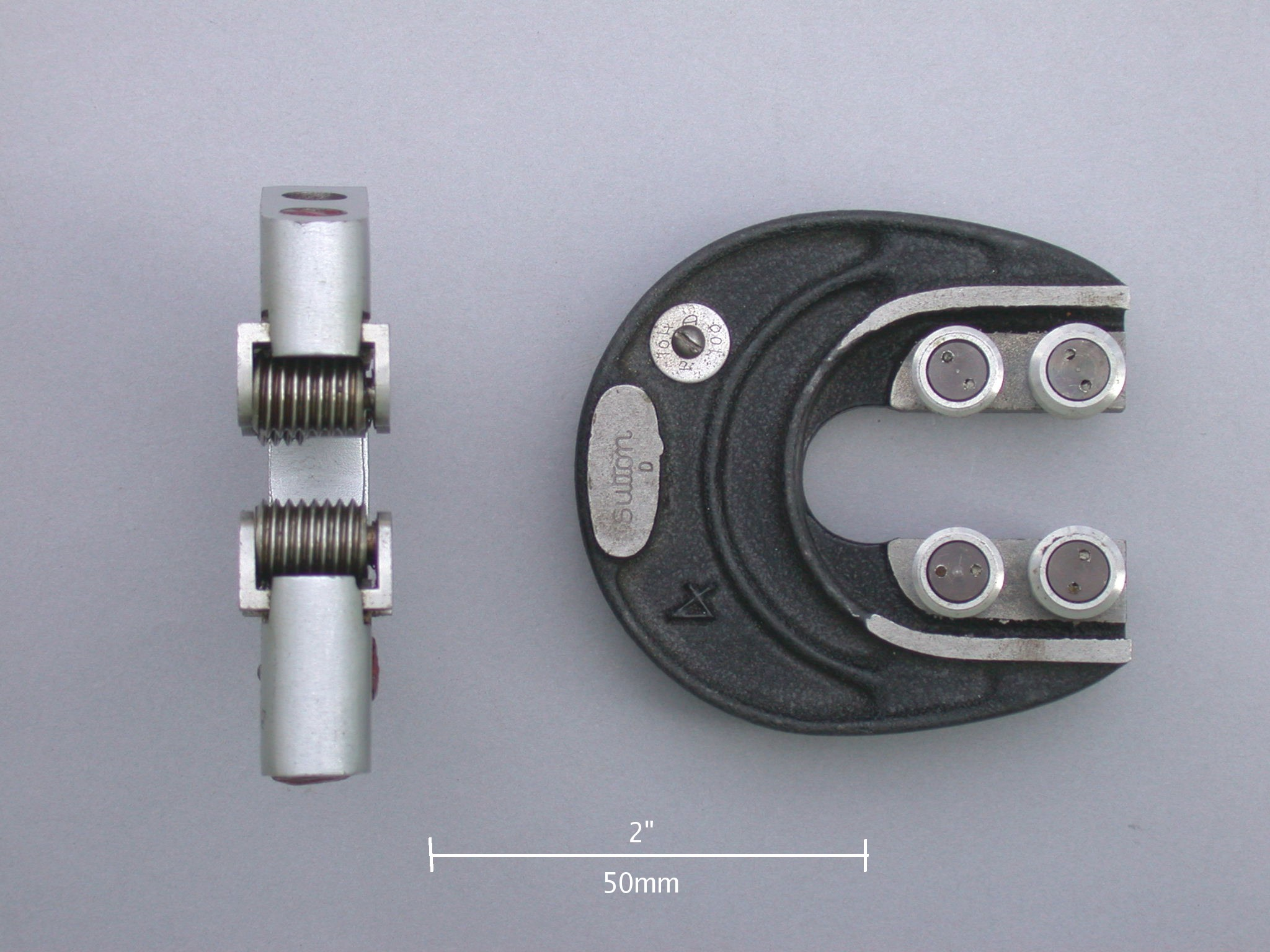
Sprawdzian do średnicy podziałowej gwintu

Sprawdzian – przyrząd pomiarowy przy pomocy którego stwierdzane jest, czy dany wymiar przedmiotu jest prawidłowy i nie przekracza wartości granicznej (dolnej i górnej).

## Charakterystyka
Sprawdzian zazwyczaj wykonany jest z nierdzewnej, hartowanej stali narzędziowej i nie pozwala na stwierdzenie rzeczywistego wymiaru.
W zależności od rodzaju zadania sprawdziany dzielą się na sprawdziany wymiaru i kształtu. Do najczęściej stosowanych sprawdzianów wymiaru zalicza się sprawdziany:
- do otworów: tłoczkowy walcowy, tłoczkowy kulisty, łopatkowy walcowy, łopatkowy walcowy o zmiennej powierzchni pomiarowej, łopatkowy kulisty, średnicówkowy;
- do wałków: pierścieniowy, szczękowy, szczękowy składany, szczękowy ze szczękami wstawianymi, szczękowy nastawny;
- do stożków;
- do gwintów;

W każdej grupie sprawdzianów można wyodrębnić sprawdziany jedno i dwugraniczne. Sprawdziany jednograniczne odwzorowują jeden ograniczony wymiar: największy lub najmniejszy. Sprawdziany dwugraniczne odwzorowują oba wymiary graniczne. Wymagania stawiane sprawdzianom określa Polska Norma.
Ze względu na funkcję sprawdziany dzielą się na:
- sprawdziany robocze – wykorzystywane w produkcji,
- sprawdziany odbiorcze – wykorzystywane przez kontrolę techniczną i przy odbiorze.

Przyrząd służący do kontroli samych sprawdzianów to „przeciwsprawdzian”.